# L'amante (film 1931)
L'amante (Possessed) è un film del 1931, diretto da Clarence Brown. Prodotto dalla MGM, aveva come interpreti Joan Crawford, Clark Gable, Wallace Ford, Richard 'Skeets' Gallagher.
La sceneggiatura di Lenore Coffee si basa su un successo teatrale di Broadway, The Mirage, una commedia firmata da Edgar Selwyn che era andata in scena al Times Square Theatre la sera del 30 settembre 1920, rimanendo in cartellone fino al marzo 1921, per un totale di 192 rappresentazioni.

## Trama
Marian Martin non è contenta del suo lavoro di operaia e del suo modesto fidanzato perché sogna una vita agiata. Una sera incontra casualmente il brillante Wally e sembra che sia arrivata l'occasione per cambiar vita, perché lui la invita a New York. Lei abbandona lavoro e fidanzato e parte per la città. Qui, tramite Wally, conosce Mark, giovane milionario con ambizioni politiche e i due giovani diventano amanti
Il loro rapporto prosegue per tre anni e tutto va per il meglio, anche se decidono assieme di non sposarsi. Quando Mark si candida per la carica di Governatore, lei si rende conto che la loro relazione potrebbe metterlo in difficoltà e se ne va. Nonostante questo, nella "convention" di nomina la cosa viene lo stesso rivelata e mette Mark in difficoltà. Sarà Marian a difenderlo di fronte a tutti. Allora lui la raggiunge e, incurante della politica, le chiede di tornare con lui.

## Produzione
Il film fu prodotto dalla Metro-Goldwyn-Mayer (MGM). Venne girato dal 2 settembre all'ottobre 1931.

## Distribuzione
Distribuito dalla Metro-Goldwyn-Mayer (MGM), il film uscì nelle sale cinematografiche statunitensi il 21 novembre 1931 con il titolo originale Possessed.
Venne distribuito in tutto il mondo con il titolo tradotto nelle varie lingue: in Austria e in Germania rispettivamente come Politik der Liebe e Alles für dein Glück o, in entrambi i paesi, Verkaufte Liebe; in Portogallo, dove uscì il 4 gennaio 1933, prese il nome Fascinação.
In Italia venne distribuito dalla "Cines - Pittaluga" nella seconda metà del 1932 e presentato come «una parabola di passioni e di sentimenti umani; mondanità ed amore stile '900.